# Криминальная полоса в прессе США
«Криминальная полоса в прессе США» (англ. Deadline — U.S.A.) — драматический фильм режиссёра Ричарда Брукса, вышедший на экраны в 1952 году.
Поставленный по сценарию Брукса, фильм рассказывает историю редактора крупной городской газеты «Дэй» (Хамфри Богарт), который разоблачает преступления гангстерского синдиката, одновременно пытаясь спасти свою газету от продажи и последующего закрытия.
Показанные в фильме события во многом навеяны реальными историями продажи нью-йоркской газеты New York World в 1931 году, и деятельностью газеты The Sun, основателя и первого редактора которой звали Бенджамин Дэй.
Фильм стал одной из наиболее высоко ценимых американских «газетных драм» 1940-50-х годов, наряду с такими картинами, как «Гражданин Кейн» (1941), «Туз в рукаве» (1951), «Скандальная хроника» (1952), «Парк Роу» (1952) и «Пока город спит» (1956).

## Сюжет
Крупный гангстер Томас Ренци (Мартин Гейбел) даёт показания сенатскому комитету штата Нью-Йорк, отказываясь признать свою связь с преступным миром. В тот же день информационные агентства передают информацию о том, что крупнейшая городская газета «Дэй», известная своей серьёзной и ответственной редакционной политикой, будет продана до конца недели. В это время главный редактор газеты Эд Хатчисон (Хамфри Богарт) готовит к изданию очередной номер: он не разрешает публиковать сенсационную фотографию неустановленной обнажённой красотки в норковом пальто, труп которой был только что выловлен полицией в порту, и при этом поручает молодому репортёру Джорджу Барроузу (Уоррен Стивенс) продолжить расследование дела Ренци, хотя сенатский комитет и снял с гангстера все обвинения за недостаточностью улик. Эда, который был другом и соратником недавно умершего владельца газеты Джона Гаррисона, приглашают на встречу с его вдовой Маргарет Гаррисон (Этель Бэрримор) и его двумя взрослыми дочерьми Кэтрин (Джойс Маккензи) и Элис (Фэй Бейкер), которые в равных долях стали владельцами газеты. Вопреки желанию Маргарет дочери убедили её дать согласие на продажу газеты издателю конкурирующей газеты «Стандарт» Лоренсу Уайту, который известен своим беспринципным и бульварным подходом к редакционной политике. Эд категорически протестует против такой сделки, указывая на то, что таким образом будет уничтожено детище Джона Гаррисона, которое так упорно создавал и воплощал через газету принципы честной журналистики, а полторы тысячи сотрудников окажутся на улице. Он также заявляет, что Уайт покупает «Дэй» исключительно с целью убить газету. Тем не менее адвокаты информируют Эда, что окончательное решение о продаже будет вынесено в суде по делам наследства и опеки послезавтра.
Вернувшись в редакцию, Эд сообщает сотрудникам о предстоящем закрытии газеты и о выплате всем сотрудникам двухнедельного выходного пособия. Тем же вечером на устроенных журналистским коллективом «поминках» газеты Эд с грустью рассуждает о том, что если бы «Дэй» использовала ту же тактику жёлтой журналистики, что и «Стандарт», который опубликовал на первой странице фотографию мёртвой полуобнажённой красотки, у его газеты был бы больший тираж и большая прибыль. После поминок изрядно выпивший Эд направляется домой к своей бывшей жене Норе (Ким Хантер), которая любит Эда, но развелась с ним из-за того, что он был слишком поглощён работой в газете и совершенно не уделял ей внимания.
На следующее утро после того, как Джорджа жестоко избивают в порту подручные Ренци, Эд указание своим сотрудникам начать всеохватывающее расследование жизни и деятельности гангстера, а также надиктовывает хлёсткую редакционную статью против Ренци. Тем же вечером, Эд встречается в ресторане с Норой, пытаясь убедить её восстановить их брак, однако она сообщает, что выходит замуж за другого человека, директора рекламного агентства, в котором она работает. Их встречу прерывает репортёр миссис Виллебрандт (Одри Кристи), которая разыскала мать убитой в порту девушки, которую, как выясняется, звали Бесси Шмидт. Эд и его команда вскоре обнаруживают, что Бесси под именем Салли Гардинер была любовницей Ренци и незадолго до смерти купила государственные облигации на сумму 40 тысяч долларов. Узнав, что Ренци в своё время сделал её брата Хермана Шмидта (Джо Де Сантис) членом боксёрской комиссии штата, Эд поручает своему спортивному корреспонденту Гарри Томпсону (Пол Стюарт) найти Хермана, который скрывается, опасаясь расправы.
Эд приходит на судебное слушание, на котором судья Маккэй выносит решение, разрешающее продажу газеты. Хотя после страстной речи Эда Маргарет изменила своё мнение и выступает против продажи, Элис и Китти настаивают на продаже, и в итоге Маргарет предлагает выкупить их доли, заплатив больше, чем предложил Уайт. Судья выносит решение отложить рассмотрение дела. Когда Эд покидает здание суда, Ренци приглашает его в свой автомобиль, где пытается подкупить Эда, однако тот отказывается иметь дело с гангстером. Когда они подъезжают к зданию газеты, Ренци замечает входящего туда Хермана. На встрече в редакции, после того, как Эд обещает Херману защиту и материальное вознаграждение, тот рассказывает, что Ренци передал Бесси на сохранение 200 тысяч долларов, однако когда тот потребовал деньги назад, она их не вернула, решив, что пока деньги у неё, Ренци от неё никуда не денется. Из этих денег Бесси потратила 40 тысяч на покупку облигаций, а остальные спрятала в сейфе, после чего, опасаясь за свою жизнь, тайно переехала в гостиницу. Херман признаётся, что под давлением Ренци он привёл подручных гангстера в гостиницу к Бесси, а когда бандиты начали её избивать, требуя денег, он испугался и убежал. Их разговор прерывает Маргарет, которая сообщает Эду, что так как Ренци выдвинул иск о клевете против газеты, судья Маккэй примет окончательное решение этим же вечером. Дочери Маргарет тем временем согласились на продажу газеты Маргарет, и кроме того, она уже нашла банкиров, которые готовы профинансировать покупку. Хотя они заключают покупку очень рискованным предприятием, тем не менее, готовы пойти на сделку. Пока Эд разговаривает с Маргарет, трое подручных Ренци в полицейской форме «арестовывают» и уводят Хермана, не дав ему возможность подписать собственные показания. Догадавшись о том, что его задержал, Херман пытается бежать, но бандиты убивают его, и он падает на печатный пресс.
Когда вечернее издание «Дэй» сообщает о смерти Хермана, Ренци устраивает разнос своим подручным за это убийство, которое наделало слишком много шума, затем приказывает немедленно найти мать Бесси. Тем временем Маргарет утешает расстроенного Эда и убеждает его бороться до конца. Затем они направляются в суд, где Эд выступает со страстной речью, доказывая, что продажа «Дэй» будет означать ликвидацию газеты, в результате чего работу потеряют 1500 её сотрудников, а для города — потерю крупнейшего органа печати, построенного на принципах честной журналистики и ведущего борьбу с преступностью. Кроме того, продажа приведёт к разрушению конкурентной среды в газетном бизнесе, а без конкуренции, по словам Эда, не может быть свободы слова. Хотя судья Маккэй и соглашается с Эдом, тем не менее он подтверждает сделку, так как она заключена по добровольному согласию сторон, и принимает решение, что с завтрашнего дня Уайт станет новым владельцем газеты.
В редакцию газеты приходит мать Бесси, миссис Шмидт, передавая Эду коробку, которую ей оставила Бесси. В коробке оказываются деньги Ренци, а также дневник, в котором Бесси описала всё, что ей было известно о преступной деятельности гангстера. На вопрос Эда, почему она не обратилась в полицию, она отвечает, что не знает никакой полиции, зато знает газету «Дэй» на протяжении более чем 30 лет. На основе материалов дневника Бесси газета готовится опубликовать разоблачение преступной деятельности Ренци. Когда гангстер звонит Эду прямо в печатный цех, угрожая ему смертью, если тот опубликует результаты своего расследования, Эд даёт указание приступить к печати. В типографию приходит Нора, которая решила расстаться с новым мужем и вернуться к Эду. Эд читает первый экземпляр только что отпечатанной газеты с разоблачительной статьёй, доказывающей, что в убийстве Бесси виновен Ренци. В этот момент вывеска «Дэй» на здании редакции гаснет навсегда.

## В ролях
- Хамфри Богарт — Эд Хатчесон
- Этель Бэрримор — Маргарет Гаррисон
- Ким Хантер — Нора Хатчесон
- Эд Бегли — Фрэнк Аллен
- Уоррен Стивенс — Джордж Барроуз
- Пол Стюарт — Гарри Томпсон
- Мартин Гейбел — Томас Ренци
- Джо Де Сатнис — Херман Шмидт
- Джойс Маккензи — Кэтрин Гаррисон Гири
- Одри Кристи — миссис Виллебрандт
- Фэй Бейкер — Элис Гаррисон Кортни
- Джим Бакус — Джим Клири
- Уиллис Бучи — Генри (в титрах не указан)
- Джозеф Крехан — редактор городских новостей (в титрах не указан)
- Пол Дубов — Мак, фотограф (в титрах не указан)
- Том Пауэрс — Эндрю Уортон (в титрах не указан)
- Джо Сойер — Уайти Фрэнкс (в титрах не указан)
- Даббс Грир — репортёр (в титрах не указан)
- Фрэнк Уилкокс — сенатор (в титрах не указан)

## Создатели фильма и исполнители главных ролей
Автор сценария и режиссёр фильма Ричард Брукс в 1950-60-е годы стал одним из самых признанных кинематографистов Голливуда. В этот период Брукс неоднократно номинировался на Оскар за такие фильмы, как школьная драма «Школьные джунгли» (1955, лучший сценарий), психологическая драма «Кошка на раскалённой крыше» (1958, лучший сценарий и лучшая постановка), вестерн «Профессионалы» (1966, лучший сценарий и постановка) и криминальная драма «Хладнокровное убийство» (1967, лучший сценарий и постановка). Свой единственный Оскар Брукс получил в 1961 году за сценарий авантюристической религиозной драмы «Элмер Гантри» (1960). Однако в начале 1950-х годов Брукс находился в начале своего творческого пути, и, как заметил историк кино Джефф Стаффорд, фильм является интересным примером пересечения карьер молодого, растущего таланта в лице Брукса и главной голливудской звезды в лице Богарта. К тому времени Брукс уже был известен как автор романа «Кирпичная лисья нора» (1945), по которому был поставлен фильм нуар «Перекрёстный огонь» (1947), а также как сценарист таких фильмов, как «Грубая сила» (1947) и «Ки-Ларго» (1948). В 1950 году он начал режиссёрскую карьеру со саспенс-триллера «Кризис» (1950) с Кэри Грантом в главной роли. Драме «Криминальная полоса в прессе США» была лишь третьей режиссёрской работой Брукса, однако уже второй совместной работой с Богартом, с которым он подружился во время съёмок «Ки-Ларго». В то время они много общались вне рабочих рамок, после чего Брукс начал обдумывать новый совместный проект с Богартом для студии «Двадцатый век Фокс».
C конца 1930-х годов Богарт был крупнейшей звездой жанра фильм нуар благодаря участию в таких фильмах, как «Окаменелый лес» (1936), «Ангелы с грязными лицами» (1938), «Ревущие двадцатые» (1939), «Мальтийский сокол» (1941), «Иметь и не иметь» (1944), «Глубокий сон» (1946), «Чёрная полоса» (1947), «Ки-Ларго» (1948), «Сокровища Сьерра-Мадре» (1948), «В yкромном месте» (1950) и многих других. Впервые Богарт был номинирован на Оскар как лучший исполнитель главной роли в фильме «Касабланка» (1942). В 1952 году он завоевал Оскар за главную роль в приключенческой мелодраме «Африканская королева» (1951), после чего в 1955 году был ещё раз номинирован на Оскар за главную роль в военно-морской драме «Бунт на „Кейне“» (1954).
Актриса Этель Бэрримор в 1945 году получила Оскар за лучшую роль второго плана в драме «Только одинокое сердце» (1945), после чего ещё трижды номинировалась на Оскар за роли второго плана в фильме ужасов Роберта Сиодмака «Винтовая лестница» (1945), криминальной мелодраме Хичкока «Дело Парадайна» (1947) и социальной драме Элии Казана «Пинки» (1949). Ким Хантер в 1952 году была удостоена Оскара за роль второго плана в психологической драме «Трамвай „Желание“» (1951). Другими наиболее удачными картинами с её участием стали хоррор-драма «Седьмая жертва» (1943), фэнтези-драма «Лестница в небо» (1946) и позднее — фантастический приключенческий фильм «Планета обезьян» (1968).

## История создания фильма
Фильм основан на оригинальной истории Брукса «Ночь, когда мир свернулся», таким же было и изначальное рабочее название фильма, которое затем сменилось на «Газетная история», пока студия не остановила свой выбор на названии «Дедлайн - США» («Криминальная полоса в прессе США» это лишь неудачная локализация). Хотя по некоторым сведениям, Брукс первоначально написал роман, который затем переработал в сценарий, согласно официальной информации студии «Двадцатый век Фокс», Брукс написал эту историю специально для экрана. Во многих рецензиях отмечалось, что Брукс основывал свою идею на реальных обстоятельствах закрытия газеты New York World в 1931 году.
Часть фильма снималась на натуре в Нью-Йорке, включая съёмки непосредственно в редакции газеты New York Daily News и в парке Вашингтон-Сквер.
Первоначально на роль Эда Хатчесона рассматривались кандидатуры Грегори Пека либо Ричарда Уидмарка. Босс студии «Фокс» Дэррил Ф. Занук отдавал предпочтение обеим этим кандидатурам перед Богартом, которого выбрал Брук. В то время Богарт по-прежнему находился в контрактных отношениях с «Уорнер бразерс», однако имел право работать в аренде на стороне по собственному выбору, и после длительных переговоров взялся за эту роль.
Только что вернувшись из Африки после физически изматывающих съёмок в приключенческой мелодраме Джона Хьюстона «Африканская королева» (1951), Богарт был изнеможён и не вполне здоров. Брукс почти сразу заметил, что его главный актёр уже не был тем требовательным к себе профессионалом, которого он знал по предыдущей работе. По словам режиссёра, возможно, из-за болезни Богарт начал проявлять нетерпение в работе, которое было ему абсолютно не свойственно. Богарт был порой груб и раздражён в отношениях не только с творческой группой, но даже вступал в стычки с Бруксом относительно постановки той или иной сцены. В сцене эпизода, где Хатчесон встречается с вдовой издателя, её семьёй и адвокатами по вопросу продажи газеты, Богарт с трудом произносил свои реплики синхронно со сложным движением камеры, выражая недовольство тем, что при этом он должен ещё и двигаться, а не может просто стоять на месте. По воспоминаниям Брукса, после разговора наедине саркастическая бравада Богарта исчезла со съёмочной площадки, но он по-прежнему казался уставшим и поникшим. Как отмечает Стаффорд, к сожалению, снимать оставшуюся часть фильма для Брукса и его команды было не проще, и после завершения последней сцены Богарт покинул съёмочную площадку в плохом настроении. Тем не менее, его игра в окончательном варианте фильма смотрится очень сильно, а его усталый и утомлённый вид идеально подошёл образу ветерана газетного бизнеса, который сопротивлялся наступающим переменам.

## Оценка фильма критикой

### Общая оценка фильма
Фильм получил благожелательные отзывы критики, хотя в фильмографии Богарта он остался во многом незамеченным из-за успеха «Африканской королевы» (1951), которая вышла на экраны приблизительно в то же время. Кинообозреватель «Нью-Йорк Таймс» Босли Краузер после выхода фильма на экраны назвал его «запутанной мелодрамой», в которой Богарт в роли старого крутого парня «пышет огнём и серою, что он часто делал и ранее». Однако в этой картине он делает это как борец за свободную и несокрушимую прессу. «И, ей-богу, честность и благородство его усилий достойны аплодисментов». Кроутер обращает особое внимание на реалистичный показ настроений газетчиков с их точно и сильно переданным чувством странной преданности своей работе, резюмируя своё мнение словами, что «по-настоящему хорошие картины о газетах немногочисленны и редки. И хотя в этом фильме довольно много мелодраматизма, тем не менее, он хорошо показывает журналистскую профессию».
Современный киновед Джефф Стаффорд охарактеризовал фильм как «суровую, нелицеприятную урбанистическую мелодраму о газетном бизнесе», далее отметив, что она значительно ближе к фильму нуар по своей атмосфере, чем по содержанию и персонажам". По мнению критика, «полудокументальный характер фильма сыграл ему на пользу, усилив реализм происходящего, что было положительно отмечено большинством критиков». Стаффорд также обращает внимание, что «сама история сохраняет актуальность и сегодня, когда всё больше и больше крупных газет борются за выживание в эпоху скупки крупных бизнесов и новых технологий». Киновед Крейг Батлер считает, это «умеренно увлекательная газетная мелодрама, которая содержит чрезвычайно увлекательную игру звезды Хамфри Богарта. Хотя его работа в фильме часто оставалось незамеченной по сравнению с высоко оценённой „Африканской королевой“ приблизительно того же времени, Богарт здесь просто великолепен». Вместе с тем, кинокритик Дейв Кер посчитал картину «пустым и самодовольным фильмом о газете,… который является отличной демонстрацией того, что журналисты думают о самих себе, когда они немного перебрали».

### Оценка работы режиссёра и творческой группы
В целом положительно оценив картину, Краузер вместе с тем отметил, что те «сложности, которые придумал мистер Брукс, немного слишком запутаны и чрезмерны, чтобы за ними было легко следить и безоговорочно в них поверить». Необходимость держать в голове три отдельные сюжетные линии может вызвать у зрителя состояние головокружения. Однако, по словам Кроутера, «несмотря на мелодраматическую суматоху,… мистер Брукс создал довольно аутентичную картину реальной газетной работы».
Журнал TimeOut также пришёл к заключению, что «бывший газетчик Брукс добился удачи с этой медийной драмой», высоко оценив напряжённую историю и постановку с ощущением аутентичности, благодаря которым «либеральные взгляды Брукса и строгий деловой стиль повествования бьют точно в цель». Крейг Батлер со своей стороны отметил, что «хотя сценарий фильма содержит немало острых диалогов, история не настолько интересна, как можно было бы пожелать, а порой даже становится немного нелепой». При этом постановка Брукса хороша, чему немало способствует операторская работа Милтона Краснера.

### Оценка актёрской игры
Актёрская работа Богарта получила со стороны критики высокую оценку. По словам Кроутера, «Богарт создаёт замечательный портрет разгневанного и несгибаемого человека, который борется на всех фронтах за своих коллег и за сохранение организации, в которую он верит». Variety отметил, что «Богарт даёт убедительную игру во всём», будь то его «существование под постоянной угрозой закрытия, его личный романтический тупик или отвага в отмщении за избиение своего криминального репортёра». Батлер также считает, что Богарт создал прекрасный портрет Хатчесона. Его герой «выглядит так, будто не спал много дней и совершенно очевидно устал от того, что должен вести постоянную борьбу, но, тем не менее, не желает сдаваться». Ему свойственны и «острый ум, и обескураживающая честность, и поразительная корректность». При этом, когда Богарт начинает говорить, его «манера речи часто абсолютно не соответствует ожидаемой, хотя он и говорит именно те слова, которые нужно».
Большинство критиков пришло к заключению, что в этом фильме сильно сыграли и остальные актёры. В частности, как написал Кроутер, «в ролях редакторов и репортёров — Эд Бегли, Джим Бэкас, Пол Стюарт, Уоррен Стивенс и Одри Кристи — колоритны и хороши, а Этель Бэрримор выдаёт тихую и сильную игру в роли вдовы основателя газеты. Мартин Гейбел рисует зловещий портрет криминального лорда, а Джозеф Де Сантис — жалкого информатора, которого в конце концов убивают». Джефф Стаффорд также считает, что «актёры второго плана были столь же впечатляющими, как и Богарт». В частности, Ким Хантер, Эд Бегли, Этель Бэрримор и Мартин Гейбел в роли пугающего рэкетира Ренци создали сильные образы, Батлер также полагает, что у Богарта «превосходная партнёрша в лице Ким Хантер», добавляя, что хорошую игру дают также Эд Бегли, Мартин Гейбел и особенно Этель Бэрримор.